# Kew Bridge
Die Kew Bridge ist eine Straßenbrücke über den Fluss Themse in London. Sie verbindet den Stadtteil Brentford im Stadtbezirk London Borough of Hounslow auf der Nordseite mit dem Stadtteil Kew im Stadtbezirk London Borough of Richmond upon Thames auf der Südseite.
Die Brücke bildet den Übergang zwischen der A205 und der A406, der nördlichen bzw. südlichen Ringstraße Londons. An der Südwestseite grenzt sie unmittelbar an die Royal Botanic Gardens. Sie besteht aus Granit aus Cornwall, ist 360 Meter lang und der größte der drei Bögen hat eine Spannweite von 40,5 Metern. Die Straße ist 17 Meter breit, die Trottoirs 2,90 Meter.

## Geschichte
Die heute bestehende Brücke ist bereits die dritte an dieser Stelle. Die erste wurde im Auftrag von Robert Tunstall aus Brentford errichtet, der hier zuvor eine Fähre betrieben hatte. Der Prince of Wales, der spätere König Georg III., eröffnete die Brücke am 1. Juni 1759. Drei Tage später wurde sie für die Öffentlichkeit freigegeben, die Maut betrug zwischen 1 Penny für Fußgänger und 1 Shilling 6 Pence für eine Kutsche mit vier Pferden. Die erste Brücke bestand aus zwei Steinbögen an jedem Ende, mit sieben hölzernen Bögen dazwischen. Dadurch war der Unterhalt sehr aufwändig.
1782 erhielt Robert Tunstall jr., der Sohn des Erbauers der ersten Brücke, die Genehmigung, einen Neubau zu errichten. Die Bauarbeiten begannen am 4. Juni 1783. Architekt war James Paine, der zuvor bereits die Richmond Bridge entworfen hatte. Der vollständig aus Stein bestehende Neubau wurde parallel zur alten Brücke errichtet, um den Verkehr während der Bauzeit nicht zu beeinträchtigen. König Georg III. eröffnete die zweite Brücke am 22. September 1789. Die Maut betrug einen halben Penny für Fußgänger und sechs Pence je Pferd. Ein Mr. Robinson ersteigerte 1819 die Brücke für £23.000.
Nach einer erneuten Versteigerung im Jahr 1873 erwarben ein gemeinsames Komitee der Corporation of London und des Metropolitan Board of Works die Brücke für £57.300. Die Maut wurde am 8. Februar jenes Jahres aufgehoben. Zu Beginn der 1890er Jahre war den Verantwortlichen bewusst geworden, dass die Brücke den stetig zunehmenden Verkehr nicht mehr bewältigen konnte. Die steile Zufahrtsrampe in Brentford war ohnehin zu eng geworden. John Wolfe-Barry wurde 1892 eingeladen, die Brücke zu begutachten. Er empfahl einen Neubau und riet von einem Umbau der bestehenden Brücke ab.
1898 bewilligten die Grafschaftsverwaltungen von Middlesex und Surrey die vorgesehenen Baukosten von £250.000. Die verantwortlichen Bauingenieure waren John Wolfe-Barry und Cuthbert A. Brereton. Vor dem Abriss der zweiten Brücke zwischen Oktober und Dezember 1899 errichtete man flussaufwärts eine provisorische Brücke aus Holz. Die dritte Kew Bridge wurde am 20. Mai 1903 durch König Eduard VII. und Königin Alexandra offiziell eröffnet.